# IP-туннель
IP-туннель — это интернет-протокол (IP) сети, канал связи между двумя сетями. Для транспортировки он использует другой сетевой протокол посредством инкапсуляции пакетов.

## Описание
IP-туннель часто используют для соединения двух пересекающихся IP-сетей, которые не имеют прямого маршрута друг к другу, с помощью основного протокола маршрутизации через промежуточную транспортную связь. В сочетании с протоколом IPsec может быть создана виртуальная частная сеть между двумя и более частными сетями через общедоступную сеть, такую как Интернет. Другой частый способ использования — это соединение изолированных IPv6-хостов через IPv4-интернет.

## Инкапсуляции IP tunneling
В IP tunneling каждый IP-пакет, в том числе и адресная информация источника и назначения IP-сети, инкапсулируется в формат пакета, родной для транзитной сети.
На границах между сетями источника и транзитной сети, а также транзитной сетью и сетью назначения, используются шлюзы, которые устанавливают концы IP-туннеля через транзитную сеть. Таким образом, концы IP-туннеля становятся связанными IP-маршрутизаторами, которые устанавливают стандартный IP-маршрут между сетями источника и получателя. У пакетов, которые пришли в эти конечные точки, удаляется их транзитный заголовок кадра, и, таким образом, превращается в исходный формат IP и входит в IP-стек конечной точки туннеля. Кроме того, инкапсуляция любого другого протокола, используемого при транспортировке, например, IPsec или Transport Layer Security, удаляется.
IP in IP, который иногда называют ipencap, является примером инкапсуляции IP в IP и описан в RFC 2003. Другими вариантами IP-in-IP являются различные IPv6-in-IPv4 (6in4) и IPv4-in-IPv6 (4in6).

## Защита информации
IP-туннелирование часто обходит простые правила брандмауэра, так как специфика и содержание оригинальных дейтаграмм скрыты. Для блокировки IP-туннелей, как правило, необходимо обеспечить контент-фильтр.